# 5e régiment étranger
Le 5e régiment étranger, surnommé « régiment du Tonkin », est un régiment de la Légion étrangère créé en 1930. Il est actuellement stationné à Mayotte. Son histoire est marquée par la participation à la Seconde Guerre mondiale et aux conflits d'Indochine et d'Algérie.

## Création et différentes dénominations
- 1er septembre 1930 : création du 5e régiment étranger d’infanterie.
- 1er juillet 1945 : presque anéanti, il est dissous une première fois. Ses effectifs sont regroupés au sein du BM 5 (bataillon de marche du 5e REI).
- 1er novembre 1949 : le régiment est reconstitué à partir d’éléments des 6e et 4e REI.
- 1er octobre 1963 : le régiment devient le 5e régiment mixte du Pacifique (5e RMP).
- 1er juillet 1984 : il prend le nom de 5e régiment étranger (5e RE).
- 30 juin 2000 : dans le cadre de la réorganisation de l’armée française, le 5e RE est dissous. Son drapeau entre au musée de la Légion étrangère à Aubagne.
- 1er juin 2024 : recréation du 5e régiment étranger par changement de dénomination du Détachement de Légion étrangère de Mayotte (DLEM).

## Historique des garnisons, campagnes et batailles

### L'Indochine

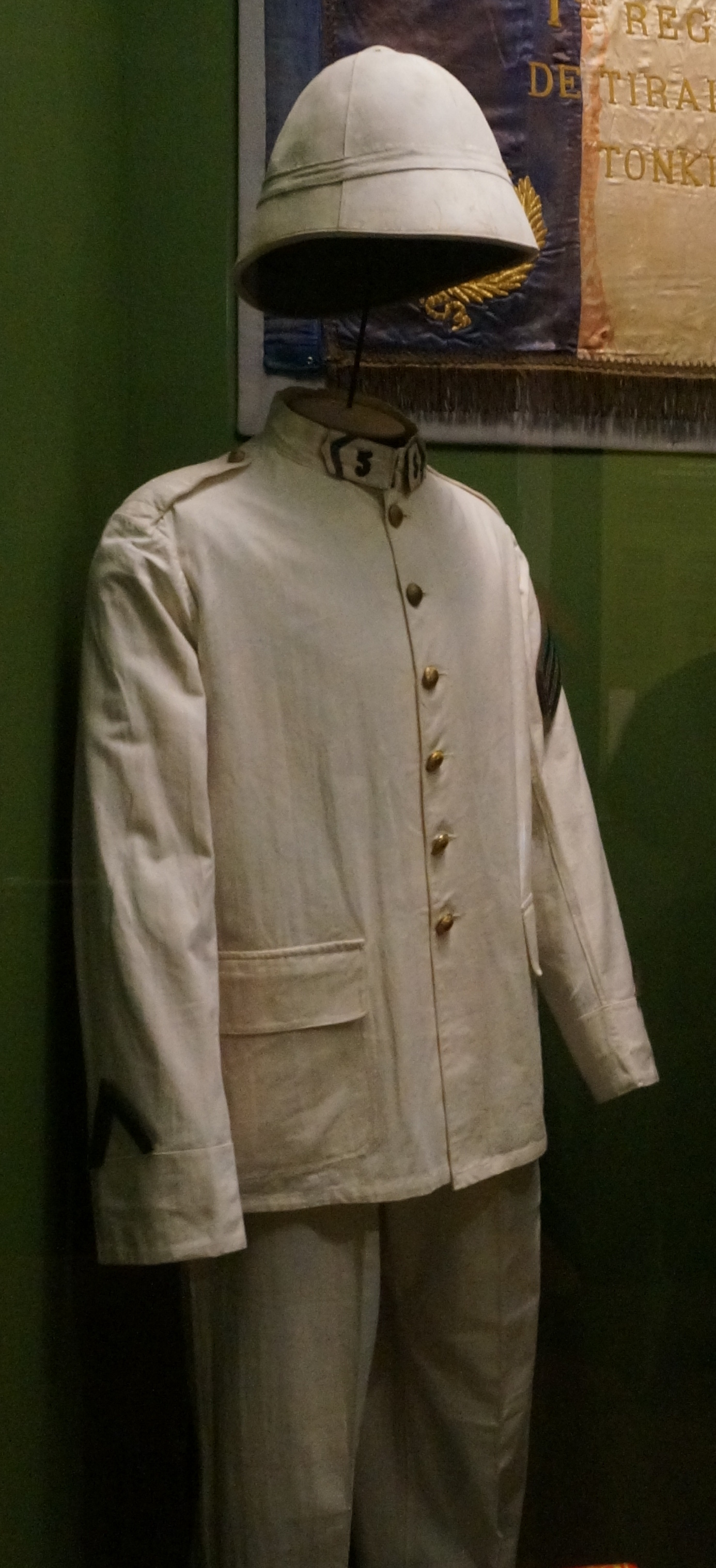
Uniforme, Musée de l'Armée.

Garnisons : Viétri, Tong, Đáp Cầu, Phu Lang Thuong, Yen Bay, Ha Giang, Lạng Sơn, Cao Bang, Tien Kien…

#### Avant-guerre
Les troubles imputables à la baisse des effectifs consécutifs à la Première Guerre mondiale soulignent la nécessité de renforcer les troupes du Tonkin. Quatre bataillons de Légion étrangère sont acheminés en Extrême-Orient et forment le 5e REI.
Héritier des unités de Légion étrangère qui combattent au Tonkin, dès 1883, il est créé par DM 7617 du 17 juillet 1930 et voit le jour le 1er septembre 1930. Dans l’attente de moyens en personnels et matériels, il est maintenu provisoirement sur le fonctionnement antérieur de ses unités formant corps, dans le cadre de la demi-brigade de Légion étrangère.
En fait, il n’est réellement constitué que le 1er avril 1931. Le colonel Debas, chef de la DBLE, est désigné comme chef de corps.
- L’état-major, la compagnie hors rang, la 10e compagnie du 3e bataillon et le 4e bataillon s’installent à Viétri ;
- le 1er bataillon, la musique régimentaire et la section d’engins et de transmissions prennent leurs quartiers à Tong ;
- le 2e bataillon, à Đáp Cầu ;
- la 2e compagnie du 3e bataillon à Tuyen Quang ;
- une section du 2/5e REI, à Sept Pagodes ;
- un détachement du 2/5e REI, à Phu Lang Thuong ;
- la 9e compagnie du 3/5e REI à Yen Bay où s'est produite la mutinerie du même nom ;
- la section spéciale tient garnison à Ha Giang.

Il reçoit son drapeau le 7 mai 1932 au cours de l’inauguration du monument aux morts de la Légion à Son Tay. Le 7 septembre 1932, le 4e bataillon est dissous. Le régiment ne compte plus que trois bataillons à l’égal des unités du Tonkin. Les unités sont groupées autour d’Hanoï et chacune améliore sans cesse ses casernements.
En 1936, le général Buhrer entreprend d’élargir le champ d’action du régiment. Il préfigure les fonctions de « bâtisseur » du « 5 ». Le commandement envisage la possibilité d’une action extérieure et prévoit deux grandes rocades permettant de déplacer une masse de manœuvre stratégique motorisée selon les besoins de la situation. La première relie Hải Phòng à Phong Saly et la seconde le Tonkin au sud de l’Indochine.
Le 5e REI fait tourner ses bataillons qui se lancent dans l’exécution de grands travaux, dont la route stratégique entre Campha et Tien Yen. Les légionnaires sont utilisés pour encadrer des indigènes, mettent en œuvre des moyens mécaniques et construisent les ouvrages délicats. Ils construisent également les centres d’estivages du Mont Bavi et à Khang Kay au Laos, et agrandissent ceux de Chapa et de Tam Dau. Ils construisent également le centre de colonisation de Tranh Ninh.

#### Seconde Guerre mondiale
- 1940 : alors que le gouvernement Vichy autorise le passage en Indochine à l’armée japonaise, celle-ci envahit le Tonkin. Le 2e bataillon du 5e REI (commandant Marcelin) s’illustre à Lang Son.
- 1941 : lors de la guerre franco-thaïlandaise, le 3e bataillon combat au Cambodge, près de Battambang et le 1er bataillon près de Pailin
- 1945 : il participe à la lutte contre l’armée japonaise.

La lutte contre les Japonais et le Siam
En 1939, le PC du régiment tient garnison à Viét Tri. Le 1er bataillon est à Tong, le 2e bataillon et le détachement motorisé est à Dap Cau, le 3e bataillon est à Tuyên Quang. En septembre, la déclaration de guerre en Europe ne provoque pas d’agitation particulière. La confiance dans la puissance des forces alliées est absolue et le non-interventionnisme est de rigueur face à l’agression japonaise à l’encontre de la Chine. Toutefois, les dispositions prévues en cas de mobilisation générale sont prises.
En 1940, le PC du régiment et les 1er et 3e bataillons se déplacent au Cambodge. Le 2e bataillon assure une partie des garnisons de Lạng Sơn et de Dap Cau, pendant que le détachement motorisé rejoint Cao Bang. Les Japonais multiplient les revendications et finalement passent à l’attaque à Lang Son le 22 septembre 1940. Le 2e bataillon, en garnison à Fort Brière de l'Isle, se défend sous l’impulsion du chef de bataillon Marcelin. Un cessez-le-feu est ordonné. Les Japonais, constatant que cette première attaque est sans doute prématurée, préfèrent se retirer non sans avoir semé les premières graines de la révolte nationaliste.
Le 2e bataillon participe alors avec le DML à la chasse des bandes qui terrorisent les populations. L’effort se poursuit jusqu’au 15 janvier 1941 où le principal chef rebelle Trang Trung Lap est pris tandis que les débris de ses bandes se réfugient en Chine. Pour ces actions, le fanion du 2e bataillon est décoré de l'Ordre du Dragon d'Annam. En 1941, le PC du régiment revient à Việt Trì. Le I/5e REI retrouve Tuyên Quang, le II/5e REI, est à Tong le III/5e REI à Sept-Pagodes et le détachement motorisé à Lang Son.
Les démêlés avec les Japonais réveillent les appétits territoriaux du Siam qui se livre à des attaques sur le dispositif de couverture, le long du Mékong et à la frontière ouest du Cambodge. Les troupes siamoises, très bien armées, lancent leur effort le 16 janvier 1941. Un combat violent oppose les légionnaires à deux bataillons appuyés par des chars et de l’aviation. Devant la résistance du Régiment du Tonkin, les agresseurs se replient. Le 3e bataillon déplore une vingtaine de tués et une dizaine de blessés. L’armistice est signé fin janvier. Les Japonais imposent leur médiation, des territoires sont arrachés au Cambodge et au Laos.
En 1945, le 5e REI tient les garnisons de Viét Tri, Tong, Tien Kien, Lang Son et Hanoï, avec des éléments répartis dans les garnisons environnantes. Les Japonais considérablement renforcés sur l’ensemble du territoire indochinois disposent de moyens de liaisons et d’armements modernes. En 24 heures, ils se rendent maître de toutes les garnisons en utilisant divers procédés. À Ha Giang, à Yen Bay, à Cao Bang, les forces françaises sont annihilées. Certains éléments réussissent à rejoindre le gros des forces en marche vers la frontière de Chine. La 9e compagnie désignée à la garde du PC réussit à s’exfiltrer. Elle rejoint son bataillon et gagne la Chine. Les 3 bataillons se regroupent à Hung Hoa et se dirigent vers la frontière chinoise, à travers la jungle et les calcaires. Les derniers éléments du 5e REI franchissent la frontière de Chine. Ils rejoignent Tsao Pa le 2 mai après avoir parcouru plus de 1 500 km en 93 jours. Sur place, ils bénéficient de la bienveillance du général Pechkoff, ancien officier de Légion, représentant la France à Tchong King.

#### Le bataillon de marche du5eREI
Le 1er juillet 1945, le régiment est dissous. Les rescapés du coup de force japonais sont regroupés en un bataillon de marche, le BM 5, dont les unités de tradition gardent le fanion de leur bataillon. En février 1946, les légionnaires sont autorisés à franchir la frontière tonkinoise et, bousculant le Việt Minh, leur nouvel ennemi, s’approchent de Son La. Ils sont arrêtés par les accords d’Hanoi. Reliés au monde extérieur seulement par radio et par parachutages, coincés entre les troupes chinoises et celles des communistes vietnamiens, ils réussissent en juin à atteindre la province de Sam Neua, qu’ils protègent contre les pillards. Le 1er novembre 1946, le BM 5 est dissous. Le 12 décembre 1946, les rescapés embarquent sur le Sontay en direction de l’Algérie et de la maison-mère de Sidi bel-Abbès.

#### La guerre d’Indochine
Au moment où la guerre d'Indochine se développe, le 5e REI est remis sur pied, au Tonkin, le 1er novembre 1949 à partir d’éléments du V/4e REI et d’effectifs arrivant de Sidi bel-Abbès. Le 12 avril 1950, à Haiphong, le lieutenant-colonel François Binoche reçoit le drapeau du régiment des mains du général Alessandri, commandant en chef du Tonkin. La mission du nouveau 5e REI est de défendre la frontière nord-est du Tonkin contre les soldats du Việt Minh qui remplacent les Pavillons noirs, et principalement l’axe routier qui relie le secteur de Mon Caï au Delta.
Un essaimage de petits postes tenus par quelques sections est pratiqué. Le 26 novembre 1949, le 1er bataillon se trouve engagé dans les combats de la RC 6, où les postes de Cho Bo et d’Hoa Binh sont menacés puis le poste de Suyut est encerclé. Les légionnaires prennent leur revanche le 22 février 1950, lors de l’opération « Tonneau ».
Le 2e bataillon, est dispersé en petits détachements sur les postes principaux de Tien Yen, Dam Ha, Ha Coi et Mon Caï. Il participe avec le 3e REI au désarmement des nationalistes chinois passés en Indochine après la victoire définitive des communistes de Mao. Le 16 avril 1950 marque le déclenchement de l’opération « Parpaing » à laquelle participe le 1er bataillon. Elle est suivie en mai, par l’opération « Canigou », au sud d’Hanoi. La pression Viêt-minh s’accentue sur la frontière avec la Chine. Après l’attaque du 25 mai 1950 contre Dong Khe, le commandement envoie le 2e bataillon renforcer le dispositif.
Les rebelles lancent à nouveau une offensive contre le poste de Dong-Khê qui tombe le 18 septembre. Si le 5e REI n'a pas participé à la bataille de Cao-Bang, les derniers postes de Na Cham et de Dong Dang ont été évacués le 13 octobre 1950 au soir sous la protection du II/5e REI (Cne Bernard), envoyé en urgence depuis Lang Son. Il n'attendra toutefois pas les derniers rescapés des colonnes Charton et Le Page. Ces derniers devront ainsi rejoindre à pied Tha Lai pour être transportés à Lang Son (Cf. Bataille de la RC 4).
Le 1er bataillon attaque du côté de Mon Caï et reprend pied au poste de Tan Mai le 20 octobre 1950. Dix jours plus tard, il réoccupe Dinh Lap et sauve la bande côtière. Face à l’étendue du désastre, le triomphe est modeste.
La fin de l’année 1950 voit le régiment échelonné sur la RC 18 et la zone frontière dans la région de Mon Caï. En décembre, le GM 6 est créé à partir d’éléments de la compagnie de commandement régimentaire. Il part à la rencontre du régiment Viêt-Minh 174 qui marche sur Dinh Lap. Le harcèlement est continu le long de la colonne. Le 2e bataillon déplore 50 tués et 50 blessés. Les derniers jours de ce mois sanglant sont marqués par l’opération de dégagement de Binh Lieu menée par le 1er bataillon qui, après avoir dû, devant l’importance des moyens ennemis, se borner à recueillir les rescapés, parvient à réoccuper le poste quelques heures, n’y trouvant que trois morts et deux blessés.
À son arrivée en Indochine, le général de Lattre de Tassigny décide de créer une ceinture de fortifications autour du Delta. Dès le début de l’année 1951, le 2e bataillon s’affaire à cette tâche bientôt rejoint par le 1er bataillon qui œuvre dans la région de Vinh Yen et de Viétri. Jusqu’au mois de novembre, la vie de pionniers se poursuit, coupée d’ouvertures de routes, d’embuscades, de harcèlements, voire d’attaques en règle.
Le 3e bataillon est intégré au GM 4 dans le cadre de l’opération « Mandarine ». Le 1er bataillon se distingue lors des opérations « Tulipe » et « Lotus ». Les combats sur la Rivière noire se développent. Le III/5e REI, implanté dans le secteur, est attaqué en vain. La fin de l’année 1951 voit l’achèvement des combats de la Rivière noire où Le Viêt-Minh en ressort affaibli. Pourtant, la division 304 contrôle la RC 6 et espère faire de Hòa Bình un nouveau Cao Bang.
La bataille commence dans la nuit du 7 au 8 janvier 1952 et le repli de Hoa Binh s’effectue le 23 février 1952. Le I/5e REI rejoint Xuon Mai et la ligne des postes bétonnés. Les rebelles sont maîtres des régions montagneuses où ils entreposent des camps, des armureries et des dépôts. Les troupes du Tonkin sont réduites à cantonner au seul Delta. La ceinture bétonnée n’est plus suffisante pour empêcher les infiltrations. Le « pourrissement » du Delta se développe. Ce premier « réduit » sera le fief d’une partie du régiment du Tonkin jusqu’à la fin.
Le 2e bataillon participe au nettoyage du secteur de Phat Diem puis aux opérations « Pins parasols ». Le 3e bataillon se signale à Na Sam en 1952. Les légionnaires participent aux opérations « Mercure », « Polo », « Dromadaire », « Sauterelles », « Cigogne », « Caïman ». La guerre change de visage. Les moyens mis en œuvre par l’ennemi s’accroissent sans cesse. De plus l’emprise du Viêt-Minh est telle que le régiment doit se démultiplier pour « éteindre tous les incendies ». Il demeure jusqu’au 6 avril 1953, organisant sans cesse ses positions, construisant des routes pour les desservir, subissant et repoussant des attaques de plus en plus violentes.
Le 4e bataillon constitué en grande partie de Vietnamiens devient le 75e bataillon vietnamien. Le mois de juillet 1953 voit le GM 5, avec le 2e bataillon, participer au recueil des parachutistes venant de s’illustrer durant l’opération « Hirondelle ». Dans le Delta, les opérations se succèdent : « Brochet » en septembre 1953, « Ventoux », « Mouette » le 15 octobre, dans la région de Phu Nho Quan, « Bison », « Buffle », « Gerfaut » dans le secteur de Dong Qui Thon et Trai Lai Vi.
En mars 1954, le 5e REI est représenté à Diên Biên Phù par la 2e compagnie mixte de mortiers lourds (2e CMML) et par 80 légionnaires volontaires pour être parachutés « pour l’Honneur ».
Pendant ce temps, le 1er bataillon a été transporté le 30 décembre 1953 en Cochinchine, puis au Laos. Autour de Seno, il mène jusqu’au 12 mai 1954 une lutte de contre-guérilla. Les 22 et 23 mars, la région de Ban Seng Phon est le théâtre d’une véritable bataille rangée où le bataillon perd 23 tués, 25 disparus et 125 blessés. L’intervention du III/1er RTM le sauve, face à un ennemi dix fois supérieur en nombre et en armement.
Le régiment se regroupe le 12 mai 1954 alors que le camp retranché de Diên Biên Phu vient de succomber. Par ailleurs, le 16 avril 1954, le GM 5, composé entre autres des 2e et 3e bataillons du 5e REI, subit de grosses pertes contre un bataillon rebelle à Thai Binh. Le régiment du Tonkin reçoit le triste privilège de faire appliquer les accords d’armistice et de remettre Hanoi aux mains du Việt Minh.
Le 10 octobre 1954, le dernier élément franchit le pont Paul Doumer. Le régiment se regroupe alors en Annam où il reste 7 mois. Il se consacre à des œuvres pacifiques, construisant camps et routes. Au mois de septembre 1955, regroupé aux environs de Cap Saint-Jacques, le 5e régiment étranger fête le 25e anniversaire de sa création.
Le 14 janvier 1956, les 1er et 3e bataillons embarquent sur le « Pasteur ». Le 2e bataillon quitte en dernier la terre indochinoise, le 12 mars 1956. Dans les éléments du Régiment du Tonkin, on enregistre 137 officiers, sous-officiers et légionnaires tués au combat jusqu’au cessez-le-feu.
Le drapeau est décoré de 3 citations à l’ordre de l’armée et s’orne de la fourragère aux couleurs de la croix de guerre des TOE. Les fanions des bataillons totalisent 6 citations à l’ordre de l’armée et de 4 à l’ordre du corps d’armée.

### L'Algérie
Garnisons: Turenne, Arzew, Mascara, Bou Hamama, Géryville, Tlemcen, Ain Sefra.
Le régiment foule pour la première fois le sol algérien le 9 février 1956. Après un passage rapide à Orléansville, les 1er et 3e bataillons sont dirigés vers l’Oranie, dans le secteur de Marnia Nédroma.
Le 20 mars 1956, le chef de corps, quelques officiers d’état-major et le capitaine Cozette, tombent dans une embuscade sur la route menant à Nédroma. Le capitaine Cozette est tué lors de la poursuite des rebelles. Il est vengé le 6 avril, par le 3e bataillon qui accroche une compagnie rebelle se repliant après une embuscade. L’ennemi laisse sur le terrain cinquante tués. Ce premier succès est confirmé le 10 avril, par le 1er bataillon qui disloque définitivement la même bande rebelle. Les fellaghas souffrent du mordant du régiment du Tonkin. Le 18 avril, à Tient, un engagement leur coûte 43 hommes. Les coups de boutoir se succèdent : le 15 juillet, contre les repaires du pays du Berrached, le 22 au djebel el Khoun. Le 14 août, le repaire de Si Moktar est forcé et ses énormes dépôts anéantis. Dès lors, l’ennemi sérieusement bousculé semble vouloir refuser le combat.
C’est durant cette période que le chef de corps prend le commandement du sous-secteur de Turenne dans la zone opérationnelle de Tlemcen. Le 5e REI devient le groupe d’intervention et se voit confier des missions délicates. Il entreprend une guerre psychologique et une lutte contre l’appareil politico-administratif du Front de libération nationale (FLN).
Le bilan de l’année 1956 est significatif : 559 fellaghas tués, 46 prisonniers, 439 armes prises dont un mortier, 7 FM et 29 PM sont récupérés. Ces résultats sont chèrement payés par 10 % des effectifs du régiment hors de combat. Ces pertes représentent 58 % de celles subies dans l’Ouest oranais.
Pendant l’année 1957 le régiment du Tonkin s’illustre dans quelques grands combats, en particulier le 15 janvier, au douar Kréane, le 26, au djebel el Bellel, le 15 février au djebel Nekrif. Fillaoussène à nouveau le 20 avril, où 250 rebelles retranchés sur la côte 895 sont délogés par la 2e compagnie, à l’oued Amiguier, le 13 juin et au djebel Mies, le 13 septembre.
Quatre jours plus tard, le nouveau drapeau arrive au régiment. Dans ses plis est inscrit « Indochine 1945-1946, 1949-1954 ». Le 29 décembre, pour clôturer l’année, le 1er bataillon anéantit un commando zonal composé de 36 fellaghas, tristement célèbre pour ses multiples exactions. Le bilan de l’année 1957 fait état de 649 fellaghas mis hors de combat, 492 armes saisies dont deux mortiers, trois mitrailleuses et douze FM.
Comme les autres régiments d’infanterie de Légion, le 5e étranger est réduit à deux bataillons. Le premier prend la place du second, dissous, dans le sous-secteur de Turenne. Au début de l’année 1958, un 3e bataillon vient occuper les postes du 245e bataillon d’infanterie. Le régiment est à nouveau dispersé. Cependant, lors d’une opération se déroulant le 25 mars 1958, l’adjudant-chef Mix, brillant sous-officier, trouve la mort alors qu’une compagnie de fellaghas est décimée. Trois jours plus tard, dans le djebel Gorine, le régiment met hors de combat 77 adversaires. La veille du 13 mai 1958, le régiment du Tonkin saisit sa millième arme.
Au début du mois, le 1er bataillon se voit confier la mission de mettre à raison les bandes du colonel « Bellounis » qui sèment la terreur dans la région de Djelfa. Une compagnie engagée le 29 mai contre une unité « bellouniste » reçoit la consigne de ne riposter que dans la mesure où sa sécurité l’exige. Elle supporte ainsi les tirs ennemis durant 45 minutes. Il faut attendre juillet pour que le régiment passe à l’action. Le 27, au djebel bou-Kahil, un combat particulièrement violent et meurtrier ôte la vie à un jeune officier, le lieutenant Longueau de Saint Michel, ainsi qu’à trois sous-officiers et quatre légionnaires. C’est l’un des derniers engagements de cet intermède pré-saharien qui se termine le 12 août par le retour du 1er bataillon à Turenne.
Le 1er octobre 1958, le régiment implanté dans le secteur d’Arzew, sous les ordres de la 10e division parachutiste du général Gilles (10e DP). Il est réorganisé suivant le type 130 « force d’intervention ». Sa base opérationnelle est située dans les environs de Mascara. Le bilan de l’année 1958 fait état de 374 fellaghas hors de combat, 210 armes récupérées dont un mortier de 81 mm, 2 mitrailleuses et 7 FM.
Le 4 février 1959, le régiment se dirige vers l’Ouarsenis central. Le 5e REI est le fer de lance du « plan Challe » qui a comme objectif de chasser les rebelles dans leurs zones refuges et de les détruire. L’opération « Pacôme » qui débute le 5 mars, voit tomber au champ d’honneur l’adjudant-chef Vasko. Le 19 mai, lors de l’opération « Yves », qui marque le déclin des bandes de fellaghas, le lieutenant Ivanoff est frappé d’une balle en pleine tête alors qu’il monte à l’assaut d’un FM.
Le 18 juin, le régiment quitte l’Ouarsenis. Le 21 juillet, il fait mouvement en direction de la Grande Kabylie pour prendre part à l’opération « Jumelles », maillon essentiel du « plan Challe ». À part un court déplacement sur Alger, l’année 1960 s’écoule jusqu’en octobre, dans la presqu’île de Collo. Le régiment assure la protection des personnes, les dirigeant peu à peu vers des centres de regroupement. Les opérations de nomadisation se succèdent mais sont peu rentables car l’ennemi très dispersé arrive à déjouer les pièges. De plus, les opérations « Pierres précieuses » lui ont porté des coups sérieux.
En octobre 1960, le 5e REI quitte la presqu’île de Collo pour les Aurès. Le 4, le régiment participe à l’opération « Trident » sous les ordres du colonel Langlois. Le groupement formé par le 5e REI, le 3e REI et le 1er REC, travaille dans la région du djebel Tougour et du Ras Selb. La 3e compagnie accroche un groupe de rebelles lors de la fouille de Zizi Timselhadj. La 4e compagnie héliportée au nord-est de Kebach, abat les fellaghas retranchés dans leurs emplacements de combat. Le 17 octobre, une opération est montée dans le djebel Ouzarharte commandée par le chef de corps du 5e REI. Le bilan fait état de 77 rebelles tués et 49 prisonniers. Ainsi, en novembre, la région semble vide de toute unité ennemie.
Dès le 4 décembre 1960, le régiment remplace la 13e DBLE à Bou Hamama, dans le Constantinois, puis le 3e REI à Kenchela. Le 20 décembre, un EMT no 1[Quoi ?] est mis à la disposition de la zone sud-est Constantinois et rejoint Morsott pour participer à la garde de la frontière algéro-tunisienne. Les relèves se poursuivent jusqu’au 14 février 1961, date à laquelle le régiment se retrouve à sa base arrière. Du 28 février au 3 mars 1961, le régiment est à Oran pour des opérations de maintien de l’ordre en milieu urbain.
Le régiment du Tonkin devient une unité pré-saharienne et revient dans la région de Géryville. L’ennemi se faisant rare, la fonction de bâtisseur du régiment est de nouveau mise en avant. En mai 1961, une nouvelle phase opérationnelle commence le long du barrage à ratisser, à protéger les électro-mécaniciens, à dégager les réseaux de barbelés de la neige, à régler les tirs. Les noms du djebel Bou Amoud, du djebel Mzi, du djebel Goursifane deviennent familiers aux légionnaires. À Noël, le régiment remonte vers le Nord, dans la région de Sebdou au long de la frontière du Maroc. À partir de cette période, le régiment n’assure plus qu’une mission de surveillance.
Le 4 avril 1962, le 5e REI quitte la région de Tlemcen. Le 30 juin 1962, l’Indépendance de l’Algérie est proclamée. Le 1er juillet la 1re compagnie est mise en sommeil et le 19 septembre, c’est le tour de la 3e compagnie. En octobre, le régiment relève le 2e REI à AÏn Sefra. Enfin, en mars 1963, le 5e REI est transformé en unité de Génie Légion et il doit se préparer à partir pour la Polynésie.
Fin 1959, le « Régiment du Tonkin » fait ses comptes depuis son arrivée en Algérie : 2 033 fellaghas hors de combat, 1 401 armes capturées.

### La Polynésie
Garnisons : Arue, Moruroa, Hao…
Le 5e RMP : 5e régiment mixte du Pacifique.
À partir de mars 1963 et en prévision d’une nouvelle organisation du 5e REI sur le type « Génie-Légion », des stages divers de spécialistes ont lieu pour le personnel dans les unités du génie en métropole. Un élément précurseur est envoyé à Tahiti et les départs se succèdent ainsi jusqu’à la fin de l’année. Réduit considérablement, le 30 novembre 1963, le 5e REI cesse d’exister administrativement.
Préalablement, depuis le 1er octobre, le 5e régiment mixte du Pacifique (5e RMP) est créé à Arzew sous le commandement du colonel Nouguès. Il reprend les traditions du Régiment du Tonkin. Le 7 décembre 1963, son drapeau débarque du LST Cheliff au port de Papeete. Le régiment en reçoit la garde deux jours plus tard au camp d’Arue. En vue de préparer le régiment à ses nouvelles missions, le commandement procède à de nombreuses réorganisations.
Lors de son arrivée au camp d’Arue le 9 décembre 1963, le régiment conserve ses trois bataillons. Deux sont affectés aux travaux, ils fusionneront en avril 1964, et un dernier est affecté aux services. Le 30 avril 1964 pour la célébration de Camerone, le 5e RMP reçoit son nouvel insigne qui rappelle son lieu de stationnement d’origine, son appartenance à la Légion, au Génie et son implantation en Polynésie. Le 27 juin, les compagnies reçoivent leurs fanions dont l’envers commémore une compagnie de l’ancien 5e REI.
Durant les années 1963-64, le 5e RMP réalise les routes de Tefaana et du « maître ouvrier Launay » dans la vallée de l’Ahonu, lance le pont flottant de Fare Ute, relève des digues de rivières et lutte contre les incendies dans la montagne Fare Rau Ape sur l’île de Tahiti.
Le 15 janvier 1965, le régiment se réorganise en supprimant les bataillons. Le PC du régiment, la base arrière, une compagnie d’équipement, la 1re compagnie de soutien et la 2e compagnie des travaux restent à Tahiti. La 2e compagnie de soutien, la 1re compagnie de travaux moins deux sections qui se trouvent sur l’atoll de Mururoa avec la 3e compagnie de soutien se déplacent sur Hao.
Entre 1965 et 1968 le régiment incorpore en son sein la direction des travaux du Génie et celle du Matériel du Centre d’expérimentation du Pacifique (CEP). Placé sous les ordres d’un colonel du génie, le régiment devient une unité interarmes. Des personnels de l’arme du matériel et des troupes de marine sont affectés au régiment et 400 civils polynésiens viennent renforcer ses effectifs. Une compagnie de commandement et des services est créée. De plus, tous les personnels du 5e RMP de Hao sont regroupés en un seul élément commandé par un officier supérieur du régiment.
En août 1965, l’installation des postes périphériques ayant pour mission d’observer la météo et pour certains, la radioactivité, sont protégés par des détachements du 5e RMP. Ces postes complètent les données météorologiques indispensables à l’exécution des tirs nucléaires atmosphériques pratiqués à l’époque sur le site de Mururoa, obtenues par les bâtiments et les aéronefs de la marine. Le 1er janvier 1971, la fusion des trois services constructeurs locaux, terre, air, mer, conduit à substituer au sein du 5e RMP, à la direction des travaux du Génie, une direction unique qui prend le nom de direction de l’infrastructure des armées en Polynésie et du CEP.
Le 5e RMP réalise des travaux d’installations d’infrastructures terrestres, maritimes et aériennes des armées. Il assure le soutien, la gestion, les réparations des véhicules et engins du génie de l’armée de terre, de la marine, de l’armée de l’air et des services communs. Il exploite les centrales électriques de Papeete, Hao, Mururoa et les installations de production d’eau douce de Hao, Mururoa et Fangataufa. Enfin, il traite l’ensemble des problèmes liés au commandement, à l’équipement et au soutien des postes périphériques de Tureia, Raivavae, Anda, Mangareva, Atuoana, Hirueru, Réao.
Regroupé à Mururoa le 5 janvier 1976, le 5e RMP pénètre de plain-pied dans le « grand secret », c’est-à-dire sur le site des expérimentations nucléaires françaises. Il assure le soutien et la protection terrestre de la base interarmées et du CEP. Le 7 janvier, c’est au tour du drapeau de prendre pied sur l’atoll. Le transfert s’est effectué sous la responsabilité d’un officier Légion, le lieutenant-colonel Chevallier. Cette décennie correspond à la période d’expansion du régiment. En février, c’est la fin des expérimentations aériennes qui provoque la dissolution de la compagnie de soutien de Hao. Les expériences souterraines qui se poursuivent sur Mururoa sont l’objet d’importants travaux. Durant ces années, le régiment du Tonkin, bien que mobilisé pour le CEP, s'investit au profit du Territoire. En 1977, il supprime le parc à ferrailles des îles Gambier et procède à la réfection de la route d’Otepa. Renouant avec le tandem « Génie-Légion » déjà mis en œuvre en Indochine, le régiment montre sa polyvalence.
Le 5e RE : 5e régiment étranger.
Le 2 juillet 1984, le 5e RMP prend sa dénomination de 5e régiment étranger. À partir de 1986, le régiment sert sur le Territoire de Polynésie au profit des populations dans le cadre des accords de coopération. Il intervient sur les sites de Wallis-et-Futuna en 1986 et 1987 et au royaume de Alo et Sigave en 1987 et 1988. Il exécute des remblaiements pour les ouvrages de défense du littoral à Utufu, Malefo’ou, Walmalau, Kolopopo et Tees, restructure et automatise le poste d’observation météo de Tureia en 1986 et reconstruit la digue du port de Hakahau dans les îles Marquises en 1988.
Le régiment prête également son concours pour la mise aux normes « ATR 42 » des pistes d’aviation de Hiva Oa, en 1988 et 1989 et de Ruturu en 1990 et 1991. Enfin, durant cette période, le régiment participe aux réfections des routes, à l’extraction et au concassage d’agrégats, à des opérations de maintien de l’ordre et à la construction de hangars pour les coopératives locales. Le 5e RE renforce le soubassement du Whalf d’Halalo, ouvre une piste à Lavegahau et Haatofo, terrasse l’emplacement de l’hôpital de Alo et des terrains de sport pour chaque village, dynamite les passes de Vele, Alofi, Taua, Ono Tuatafa, Kolia, Tavai et Sigave, construit un complexe omnisports à Mangareva en 1993, un aérodrome à Takume en 1994 et 1995), la piste de Ahe de 1995 à 1996, l’aérodrome de Hikueru de 1996 à 1999 et participe à la réfection et l’élargissement de la route principale sur l’atoll de Takapoto pendant l’été 1999.
À l’annonce de la reprise des tirs nucléaires par le président de la République, le 5e RE se prépare à intervenir. Fin juin les légionnaires accueillent une compagnie du 8e régiment de parachutistes d'infanterie de marine, venue en renfort pour sécuriser l’aéroport de Faa’a.
Trois bateaux de l’organisation Greenpeace sont repérés dans le Pacifique sud. Aussitôt le plan « Nautile » est mis en place et les points sensibles sont étroitement gardés. Le 6 juillet, les navires Rainbow Warrior II, Véga et Bifrost s’approchent des eaux territoriales. Les groupes d’intervention rapide (GIR) embarquent à bord du remorqueur Rari. Trois jours plus tard, les GIR interceptent quatre zodiacs de l’organisation pacifiste, naviguant vers l’atoll. Durant quinze jours, les compagnies organisent des ratissages de l’atoll à la recherche des membres de Greenpeace. Au mois d’août, le plan « Nautile » se renforce. Dans la nuit du 3[Quoi ?], deux groupes de Zodiacs pénètrent dans le lagon. Ils sont interceptés avant d’atteindre leurs objectifs et expulsés par les autorités. Cette dernière tentative ayant échoué, l’association médiatico-écologiste est appréhendée et immobilisée sur l’atoll de Hao. Ils ne sont autorisés à reprendre la mer qu’au mois de mars 1996, à la fin de la campagne de tirs.
La fin des expérimentations nucléaires françaises signifie la disparition programmée du régiment. Depuis mars 1997, fin de la dernière campagne de tirs, le régiment s’installe à Hao à 900 km de Tahiti. Le régiment reprend vocation « Génie ». Après avoir été placé sous les ordres du général directeur des centres d’expérimentations nucléaires (DIRCEN), il passe le 1er août 1998 sous la subordination du commandement supérieur de Polynésie française (COM SUP)au sein des forces de souveraineté.
Le régiment compte alors 250 hommes répartis en deux compagnies. La compagnie de commandement de base et de soutien, (CCBS) forte de 105 hommes regroupe tous les services nécessaires à la bonne marche du régiment : état-major, bureau opérations, gestion des ressources humaines, services administratifs et services techniques. Certaines fonctions font appel à la participation d’entreprises civiles de sous-traitance. La compagnie de travaux, (CT) fer de lance du régiment avec ses 145 hommes, est organisée en quatre sections de combat et de travaux et une section équipement où sont regroupés les engins de travaux publics spécifiques. Elle compte également une section de casernement et assure les opérations de transbordement maritime avec sa section transit-mer.
Le 5e RE participe au développement de la Polynésie et, par convention entre l’État-Défense et le Territoire, le régiment réalise des missions à son profit. Le chantier type consiste à réaliser des pistes d’aviation pour désenclaver les atolls les plus isolés. Ces chantiers sont désignés sous le vocable « chantier de coopération ». .
Enfin, le 5e RE peut intervenir au profit des forces de souveraineté. Cette mission comprend deux volets : la participation aux exercices, manœuvres et tournées de présence, organisées par le COM.SUP et l’intervention au profit des populations en cas de calamité naturelle. Néanmoins, la fin des essais nucléaires et la restructuration des armées signent la fin du régiment. Ses compagnies sont mises en sommeil les unes après les autres et bientôt, la dissolution du régiment est programmée pour juillet 2000. Le 23 septembre 2000, le lieutenant-colonel Arnault, dernier chef de corps, ramène à la « Maison Mère » le drapeau du régiment qui rejoint ses illustres prédécesseurs dans la crypte du musée de la Légion étrangère à Aubagne.
Les sites de Mururoa et de Fangataufa sont à présent rendus à la nature, mais ils demeurent des domaines militaires et leur accès en est strictement contrôlé. Des unités tournantes maintiennent sur Muruoa une section de 25 hommes (généralement des légionnaires) chargée de surveiller les sites. Les sections se relèvent tous les quatre mois. Elles assurent également l’entretien des installations de télémesures contrôlant la qualité de l’environnement
Le risque de contamination des personnels civils et militaires dû aux essais est reconnu en mars 2009 par le Ministère de la Défense.

### Mayotte
Le régiment est recréé le 1er juin 2024 sur la base du détachement de Légion étrangère de Mayotte (DLEM). Il reçoit son drapeau le 7 septembre 2024 au cours d'une cérémonie en présence du général commandant la Légion étrangère à Dzaoudzi-Labattoir. Comptant environ 350 militaires, les effectifs du 5e RE doivent augmenter de 30 % à l'horizon 2030.
Stationné sur le rocher de Dzaoudzi, le régiment compte une compagnie de commandement et de logistique (CCL), une compagnie d'infanterie en mission de courte durée, une section mixte du génie, un groupement d'appui à l'engagement nautique. Il dispose du Centre d'instruction et d'aguerrissement nautique (CIAN) pour la préparation opérationnelle des unités adaptée à l'environnement lagonaire spécifique.
Composante terrestre des FAZSOI à Mayotte, le 5e RE remplit des missions de souveraineté dans la zone de responsabilité, se déploie régulièrement dans les pays voisins dans le cadre du partenariat militaire opérationnel et intervient dans le département de Mayotte en appui aux services de l’État et au profit de la population comme pendant la crise hydrique ou la crise liée au passage du cyclone Chido en décembre 2024.

## Traditions

### Fêtes du5eRE
- Le 3 mars, fête du régiment : commémoration des combats du siège de Tuyen-Quang qui a été levé le 3 mars 1885.
- La fête de Camerone, le 30 avril, est la véritable fête des légionnaires.
- Noël est la fête de la famille « légionnaire »

### Devise
- Legio ultra maria (« La légion au-delà des mers »).

## Régimentaire

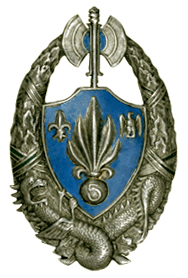
5e REI Type 1 (1942-1949)
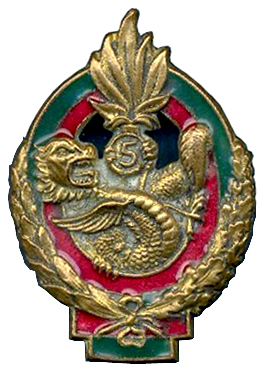
5e REI Type 2 (1949-1954)
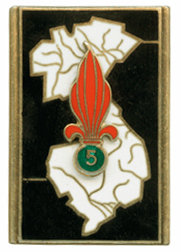
5e REI Type 3 (1954-1964)
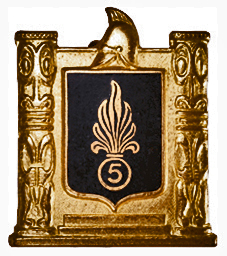
5e RMP Type 1 (1964-1982)
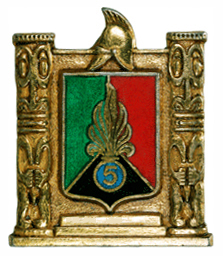
5e RMP Type 2 (1982-1984)
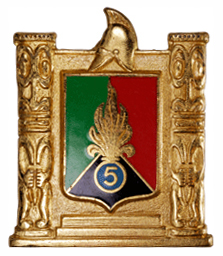
5e RE (1984-2000)

## Béret

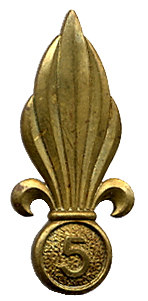
Béret du 5e REI Type 1
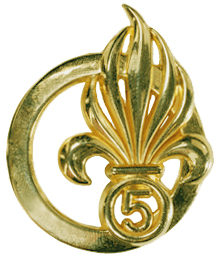
Béret du 5e RE Type 2

### Drapeau
Il porte, cousues en lettres d'or dans ses plis, les inscriptions suivantes, :
- Camerone 1863
- Sontay 1883[4]
- Bac Ninh 1884
- Tuyên Quang 1885
- Langson 1885
- Indochine 1945-1946, 1949-1954
- AFN 1952-1962.

### Chant
I

Vaillants guerriers de ce Régiment

Vous qui luttiez si superbement

En maintenant dans la tourmente

L’Honneur et la Fidélité

Vos successeurs ont serré les rangs

Donné leur cœur et versé leur sang

En combattant sans épouvante

Pour le 5e Étranger

Refrain

Le front haut et l’âme fière

Marchant du pas de nos anciens

Nous suivons dans la poussière

Un glorieux chemin

La boue sombre des rizières

Scella notre destin

Donnant ce nom qui sonne clair

Régiment du TONKIN

II

Toujours plus haut flotte fièrement

Le beau drapeau de ce Régiment

Jetant au vent notre devise

D’Honneur et de Fidélité

Et sans l’écrin des plis glorieux

Tout le TONKIN revit à nos yeux

En le voyant que chacun dise

C’est le 5e Étranger

### Décorations
- Fourragère aux couleurs de la croix de guerre des TOE

À sa cravate sont épinglées : 
- la croix de guerre 1939 1945 avec une citation à l'ordre de l'armée
- la croix de guerre des TOE  avec deux citations à l'ordre de l'armée

## Le régiment aujourd'hui
Le régiment est stationné à Dzaoudzi à Mayotte. Il fait partie des forces armées de la zone sud de l'océan Indien (FAZSOI).
Comptant environ 300 hommes, il comporte :
- une compagnie de commandement et de logistique permanente,
- une compagnie d'infanterie avec des personnels en mission de courte durée.

Le 5e RE arme également un détachement permanent sur les Îles Glorieuses.

## Personnalités ayant servi au sein du régiment
- Serge Andolenko (1907-1973), chef de corps de 1956 à 1958 ;
- Marcel Alessandri (1895-1968), chef de corps en 1941 ;
- Henri Bénévène (1906-1945), Compagnon de la Libération ;
- Lieutenant Chenel[Qui ?], chef du détachement fantôme[réf. nécessaire] ;
- Jean Desmaisons (1915-1974), Compagnon de la Libération, chef de corps du régiment en 1965 ;
- Henri Dufour, commandant le 3e bataillon de 1951 à 1952[réf. nécessaire] ;
- Michel Duronsoy, lieutenant au 5e REI au Fort-Brière-de-l'Isle près de Lang Son au Tonkin, mort fusillé par les forces japonaises le 10 mars 1945[5] ;
- Hermann Eckstein (1903-1976), Compagnon de la Libération ;
- Raoul Magrin-Vernerey (1892-1964), Compagnon de la Libération ;
- Jean-Alexandre Rage, capitaine commandant la compagnie de passage du 5e REI, Mort au champ d'honneur le 1er avril 1945[réf. nécessaire].

## Sources et bibliographie
- Historique du régiment du Tonkin - D'après : l'historique du 5e REI 1883 - 1959, les articles de Georges d'Ossau, publiés dans KB de 1956 à 1957 et de 1963 à nos jours, les JMO du 5e RMP de 1963 à 2000 (ouvrage collectif - Imp Seripole - 1991
- 5e Étranger - Historique du régiment du Tonkin T 1 - Ed Lavauzelle - Collectif (Cne (er) Mahuault, aspirant Lafaye (thèse de doctorat en histoire), lieutenant-colonel Peron, missionnés par le commandement de la Légion étrangère.
- Légionnaires et bâtisseurs, L'Harmattan, 2006 Jean-Paul Mahuault
- Plaquette pour cérémonie de dissolution du 5e RE en 2000 - Collectif KB - Droits réservés SAMLE Rédacteur
- Répertoire des chefs de corps - Major (cr) REMY missionné par le commandement de la Légion étrangère dans le cadre d'un ESR - Centre de documentation de la Légion étrangère (Dépôt d'archives de la Légion étrangère).[précision nécessaire]